# Anderkó Ottó
Anderkó Ottó, románul Otto Anderco (Szatmárnémeti, 1935. június 18. – Alsóegregy, 2019. március 28.) román nemzetközi labdarúgó-játékvezető. Polgári foglalkozása testnevelő tanár.

## Pályafutása

### Labdarúgóként
1954-ben a marosvásárhelyi Locomotiva játékosa volt. 1955-től Máramarosszigeten dolgozott sporttanárként, itt egy évig a harmadosztályú bajnokságban játszott. Ezt követően a szatmárnémeti Progresul tagjaként a 2. osztályban szerepelt.

### Nemzeti játékvezetés
Játékvezetésből 1965-ben Szatmárnémetiben vizsgázott. Vizsgáját követően a Szatmár megyei Labdarúgó-szövetség által üzemeltetett labdarúgó bajnokságokban kezdte sportszolgálatát.[forrás?]. A Román Labdarúgó-szövetség Játékvezető Bizottságának (JB) minősítésével 1969-től a Liga I játékvezetője. Küldési gyakorlat szerint rendszeres partbírói szolgálatot is végzett. A nemzeti játékvezetéstől 1981-ben visszavonult. Korrupciós botrányban való aktív részvételért börtönbüntetést kapott. Liga I mérkőzéseinek száma: 177.
| Időpont           | Helyszín                                  | Mérkőzés típusa         | Mérkőzés                                              | Eredmény |
| ----------------- | ----------------------------------------- | ----------------------- | ----------------------------------------------------- | -------- |
| 1969. április 27. | UTA Stadion, Arad                         | első Liga I mérkőzése   | FC UTA Arad–Vagonul Arad                              | 0 – 1    |
| 1981. október 30. | Tudor Vladimirescu Stadion, Zsilvásárhely | utolsó Liga I mérkőzése | CS Pandurii Târgu Jiu–FC Sportul Studențesc București | 1 – 1    |

### Nemzetközi játékvezetés
A Román labdarúgó-szövetség JB terjesztette fel nemzetközi játékvezetőnek, a Nemzetközi Labdarúgó-szövetség (FIFA) 1974-től tartotta nyilván bírói keretében. Több nemzetek közötti válogatott, valamint Kupagyőztesek Európa-kupája és UEFA-kupa klubmérkőzést vezetett, vagy működő társának partbíróként segített. Játékvezetőként 20 országban működhetett. A román nemzetközi játékvezetők rangsorában, a világbajnokság-Európa-bajnokság sorrendjében többedmagával a 15. helyet foglalja el 2 találkozó szolgálatával. Az aktív nemzetközi játékvezetéstől 1981-ben búcsúzott. Nemzetközi mérkőzéseinek száma: 50. Válogatott mérkőzéseinek száma: 6.

#### Labdarúgó-világbajnokság
Az 1982-es labdarúgó-világbajnokságon a FIFA JB játékvezetőként alkalmazta. Selejtező mérkőzést az UEFA zónában irányított. 
| Időpont           | Helyszín                     | Mérkőzés típusa           | Mérkőzés      | Eredmény | Nézők száma |
| ----------------- | ---------------------------- | ------------------------- | ------------- | -------- | ----------- |
| 1981. február 25. | Ramat Gan Stadion, Ramat Gan | előselejtező (7. csoport) | Izrael–Skócia | 0 – 1    | 35 000      |

#### Labdarúgó-Európa-bajnokság
Az 1980-as labdarúgó-Európa-bajnokságon az UEFA JB játékvezetőként foglalkoztatta.

##### Selejtező mérkőzés
| Időpont              | Helyszín                   | Mérkőzés típusa           | Mérkőzés            | Eredmény | Nézők száma |
| -------------------- | -------------------------- | ------------------------- | ------------------- | -------- | ----------- |
| 1979. szeptember 12. | Pontaise Stadion, Lausanne | előselejtező (4. csoport) | Svájc–Lengyelország | 0 – 2    | 20 000      |

##### Európa-bajnoki mérkőzés
Nicolae Rainea partbírójaként (másik partbíró: Vasile Tatar) szolgált.
| Időpont          | Helyszín                 | Mérkőzés típusa              | Mérkőzés           | Eredmény | Nézők száma |
| ---------------- | ------------------------ | ---------------------------- | ------------------ | -------- | ----------- |
| 1980. június 15. | Comunale Stadion, Torino | csoportmérkőzés (B. csoport) | Anglia–Olaszország | 1 – 0    | 59 649      |
| 1980. június 22. | Olimpiai Stadion, Róma   | döntő                        | Belgium–NSZK       | 1 – 2    | 47 864      |

#### Nemzetközi kupamérkőzések

##### Kupagyőztesek Európa-kupája
| Időpont           | Helyszín                         | Mérkőzés típusa           | Mérkőzés                       | Eredmény | Nézők száma |
| ----------------- | -------------------------------- | ------------------------- | ------------------------------ | -------- | ----------- |
| 1977. november 2. | Gradski stadion u Poljudu, Split | előselejtező (2. forduló) | HNK Hajduk Split–Diósgyőri VTK | 2 – 1    | 20 000      |

##### UEFA-kupa
| Időpont              | Helyszín                      | Mérkőzés típusa         | Mérkőzés                        | Eredmény | Nézők száma |
| -------------------- | ----------------------------- | ----------------------- | ------------------------------- | -------- | ----------- |
| 1979. szeptember 19. | Megyeri úti Stadion, Budapest | előselejtező (első kör) | Újpesti Dózsa SC–FK Dukla Praha | 2 – 2    | 12 000      |

## Sportvezetőként
2010 nyarán Satu Mare városában az AJF Satu Mare sportegyesület elnöke.